# Незаконное проникновение (фильм, 1949)
«Незаконное проникновение» (англ. Illegal Entry) — фильм нуар режиссёра Фредерика Де Кордовы, который вышел на экраны в 1949 году.
Фильм рассказывает об агенте Службы иммиграции США Берте Пауэрсе (Говард Дафф), который получает задание, действуя под прикрытием, разоблачить банду, занимающуюся незаконной переправкой иммигрантов через мексиканскую границу. В ходе выполнения задания у Берта возникают романтические отношения с Анной Дувак (Марта Торен), которая ради спасения брата вынуждена работать на преступную сеть. В конечном итоге Анна помогает Берту и Службе иммиграции поймать главарей банды.
Критики обратили внимание на актуальность темы картины. При этом сам фильм, по мнению некоторых рецензентов, страдает от шаблонной подачи материала, что в свою очередь компенсируется сильной актёрской игрой.

## Сюжет
В горном лесном районе Сан-Бернардино, Калифорния, лесник во время объезда территории обнаруживает труп человека с татуировкой, указывающей, что тот во время Второй мировой войны находился в концентрационном лагере Дахау. Чтобы установить его личность, Служба иммиграции и натурализации США публикует в газете фото убитого. Вскоре Дэниелу Коллинсу (Джордж Брент), региональному шефу Службы Лос-Анджелесе, поступает звонок от выходца из Польши, опознавшего в убитом своего родственника, за переправку которого в США через мексиканскую границу он заплатил 2000 долларов. В этот момент кто-то бьёт звонящего в спину ножом, и он умирает, успевая произнести в трубку: «Кафе „Голубой Дунай“». Название кафе становится ключевой зацепкой для расследования дела. Коллинз направляется в Вашингтон, где предлагает для раскрытия дела использовать агента под прикрытием, которым мог бы стать ветеран ВВС, герой войны Берт Пауэрс (Говард Дафф). Дело в том, что Берт был боевым товарищем погибшего лётчика Уолли О’Нилла, вдова которого, бывшая немка Анна Дувак (Марта Торен), ныне является хозяйкой кафе «Голубой Дунай». Получив согласие руководства, Коллинз прилетает в Амарилло, Техас, где Берт работает пилотом транспортной авиации. Первоначально он отказывается от предложения работать на Службу иммиграции, однако в итоге соглашается. После недельной подготовки Берта направляют в Лос-Анджелес.
По прибытии в город, Берт направляется в кафе «Голубой Дунай», где под настороженными взглядами официанта и бармена просит пригласить для разговора Анну. Узнав, что в кафе находится друг её погибшего мужа, Анна сердечно обнимает его и угощает ужином. Вечером Берт провожает Анну домой, рассказывая, что приехал в Лос-Анджелес, чтобы попытаться найти достойную работу по специальности. Остановившись около своего дома, Анна кладёт Берту в карман 20 долларов и обещает встретиться с ним в ближайшее время. Дома Анну ожидает Ник Грубер (Том Талли), которому она объясняет, что Берт является бывшим военным лётчиком, который ищет работу, но не ту работу, которую даёт Ник. После ухода Ника из другой комнаты выходит Стефан (Эрик Фелдари), брат Анны, которого она незаконно переправила через границу. Стефан страдает от того, что, находясь в США на нелегальном положении, не может устроиться на работу и живёт за счёт Анны. На следующий день под видом поиска работы Берт обходит авиакомпании Лос-Анджелеса. При этом за ним кто-то следит, и Берт замечает, что в его отсутствие кто-то обыскал его номер в гостинице. Берт приходит в кафе «Голубой Дунай», но Анна встречает его неожиданно холодно и отказывается пойти с ним в ресторан. Берт уходит в соседний бар, где к нему подсаживается незнакомец, и как бы случайно выяснив, что он является лётчиком, предлагает за 100 долларов перевезти на самолёте человека из Мексики. Успешно справившись с этим заданием, Берт возвращается в гостиницу, где находит записку от Ника Грубера из авиакомпании «Калифорниан эйрлайнс» с просьбой с ним связаться. На следующий день Берт приходит в офис авиакомпании, где его встречают сам Грубер и его заместитель Зак Ричардс (Пол Стюарт). Грубер сразу предлагает Берту работу уже на следующий день с окладом 100 долларов в неделю. Затем, оставшись с Грубером наедине, Зак говорит, что хотел бы проследить за Бертом. Получив аванс, Берт направляется к Анне вернуть ей долг, однако она снова встречает его очень холодно и не идёт на контакт. Берт подходит к уличному киоскёру, который является его связным, назначая Коллинзу встречу, однако вскоре на улице Зак останавливает его, предлагая пойти вместе выпить. После того, как сославшись на неотложные дела, Берт отказывается и уходит, Зак незаметно следит за ним. Почувствовав это, Берт доезжает до оживлённой Олвера-стрит, где заходит в одно из мексиканских кафе, быстро уговаривая продавщицу сигарет на 25 долларов сыграть роль его подружки. Когда Зак видит Берта в компании молодой привлекательной мексиканки, он успокаивается и уходит. После этого Берт приезжает на явочную квартиру, где докладывает Коллинзу о ходе выполнения задания.
В течение нескольких первых недель в авиакомпании Берту поручают только рутинные грузовые рейсы. После того, как он проходит первую проверку, Грубер поручает ему перевезти из Мексики пятерых человек, повышая его зарплату до 200 долларов в неделю. Перед вылетом из аэропорта в США на борт самолёта к удивлению Берта садится Анна. Вторым пилотом в рейсе является Ли Слоун (Гэр Мур), который, как выясняется какое-то время назад недолго встречался с Анной и помог ей перевезти в Америку брата Стефана. Однако когда Ли пытается в самолёте завязать с Анной разговор, она жёстко обрывает его. После посадки, выходя из самолёта, Анна говорит Берту, что им не следует обманывать друг друга, давая тем самым понять, что догадывается о целях Берта. Её увозят на дорогом лимузине, а на борт грузят группу людей для незаконной переправки в США. Наблюдающий за этой сценой в аэропорту молодой мексиканец после этого звонит куда-то по телефону, после чего Коллинзу поступает телеграмма о скором прибытии самолёта с группой иммигрантов. Осматривая пассажиров на борту, подчинённый Грубера Тиг (Энтони Карузо) как будто кого-то узнаёт одного из них в лицо. Люди Коллинза встречают самолёт в аэропорту, чтобы предотвратить незаконное проникновение иммигрантов, однако в салоне пассажиров нет. После отъезда людей из Службы иммиграции Тиг говорит Ли, что почуял что-то неладное, и чтобы перестраховаться, выбросил всех пассажиров за борт над Тихим океаном. Тем временем Грубер и Зак проводят в Мексике встречу с главарём банды по переправке иммигрантов в США Датчем Лемпо (Ричард Робер). Анна, которая является возлюбленной Датча, также присутствует на встрече. Догадавшись, что в банде завёлся тайный агент федералов, участники совещания решают поймать его в ловушку.
Вскоре в офисе авиакомпании, где собрались пилоты, чтобы отдохнуть и поиграть в карты, Зак, делая вид, что сильно напился, рассказывает, что скоро в известном месте на складе в Лос-Анджелесе состоится встреча Датча и Грубера. Берт возвращается в гостиницу, где его дожидается Анна. Они направляются в бар, где за стол к ним подсаживается Ли, который пытается заигрывать с Анной, но она игнорирует его. Тогда он угрожающе заявляет, что доложит Датчу о том, что она изменяет ему. С этими словами Лм уходит, а Берт направляется проследить за ним. Ли приезжает на склад, намереваясь встретить там Датча, однако попадает в засаду, устроенную Заком. Киллеры, приняв его за доносчика, расстреливают Ли и скрываются. На следующий день Берт приходит в «Голубой Дунай», спрашивая, почему она пыталась вчера удержать его в баре. Анна даёт понять, что догадалась о том, что правительственным агентом является именно он, и не хотела, чтобы он пострадал. Берт объясняет, что ведёт охоту не на иммигрантов, а на банду контрабандистов, нелегально переправляющих людей через границу. Анна в свою очередь говорит, что оказалась вовлечённой во всю эту деятельность только, чтобы помочь Стефану перебраться и легализоваться в США. Берт обещает Анне, что поможет Стефану уехать из Лос-Анджелеса и получить легальный статус в стране. Однако, когда Анна с хорошими новостями приходит домой, то видит, что, не выдержав груза проблем, Стефан повесился.
На следующий день подавленная Анна не выходит на работу, что тормозит запланированные перевозки иммигрантов. Почуяв что-то неладное, Датч звонит Груберу и Заку с требованием срочно прислать ему самолёт, чтобы он мог разобраться с Анной на месте. Зная, что в случае задержания Датча, того ожидает неминуемый арест, Грубер и Зак отговаривают его лететь, однако Датч настаивает на своём. Самолёт в итоге посылают, назначая в качестве пилотов Берта и Зака. Берт предпринимает несколько попыток сообщить Коллинзу о своём задании, однако Зак внимательно наблюдает за ним. Наконец, в аэропорту в Мексике Берту удаётся дозвониться до офиса Коллинза и передать информацию об их рейсе. В это момент его замечает Боттси (Джозеф Витале), один из подручных Грубера, с которым Берту однако удаётся справиться, лишив его на некоторое время чувств. Берт торопится на самолёт, и вскоре они взлетают.. Придя в себя, Боттси звонит Груберу в Лос-Анджелес, а тот в свою очередь передаёт Заку по радиосвязи о том, что Берт работает против них. Зак вызывает в кабину пилота своих подручных, чтобы они стерегли Берта, а сам собирается развернуть самолёт обратно в Мексику. В этот момент Берт успевает ударить Зака припрятанным гаечным ключом, в результате чего тот теряет сознание. Так как Берт остаётся единственным человеком на борту, который способен управлять самолётом, бандиты не решаются трогать его вплоть до посадки. Берт снова направляет самолёт в США, где на взлётной полосе его уже ожидают люди их Службы иммиграции. Понимая, что его убьют, как только он посадит самолёт, Берт намеренно не выпускает шасси и совершает жёсткую посадку. В результате удара о землю бандиты падают, роняя оружие, а Берт отделывается лёгкими травмами. Датча и его банду арестовывают и позднее приговаривают по многочисленным обвинениям в контрабанде на длительные сроки тюремного заключения. За помощь в разгроме банды с Анны снимают все обвинения и передают «на поруки» Берта.

## В ролях
- Говард Дафф — Берт Пауэрс
- Марта Торен — Анна Дувак О’Нилл
- Джордж Брент — главный агент Дэн Коллинс
- Гэр Мур — Ли Слоун
- Том Талли — Ник Грубер
- Пол Стюарт — Зак Ричардс
- Ричард Робер — Датч Лемпо
- Джозеф Витале — Джо Боттси
- Джеймс Нолан — агент Бенсон
- Клифтон Янг — Билли Рафферти
- Дэвид Кларк — Карл
- Роберт Остерлох — агент Краузерс
- Энтони Карузо — Тиг
- Донна Мартелл — Мария

## Создатели фильма и исполнители главных ролей
Как отмечает рецензент фильма на сайте Noir of the Week, это редкий криминальный фильм для режиссёра Фредерика Де Кордовы, который ставил в основном комедии, наиболее известными среди которых были две семейные комедии с шимпанзе «Бонзо пора спать» (1951) и «Бонзо идёт в колледж» (1952). Позднее он добился признания как продюсер телепрограммы «Вечернее шоу с Джонни Карсоном», на которой работал в 1970—1992 годах, сделав за это время почти 1900 выпусков.
Актёр Говард Дафф был одним из популярных актёров жанра фильм нуар, сыграв, в частности, в таких картинах, как «Обнажённый город» (1948), «Джонни-стукач» (1949), «Женщина в бегах» (1950), «Личный ад 36» (1954) и «Пока город спит» (1956). В 1957 году Дафф исполнял главную роль в телесериале «Мистер Адамс и Ева», продюсером трёх эпизодов которого был Де Кордова.
Шведская актриса Марта Торен снималась в кино с 1942 года вплоть до своей смерти в 30-летнем возрасте в 1957 году, сыграв за это время в 23 фильмах, среди них такие криминальные драмы, как «Касбах» (1948), «Дорога с односторонним движением» (1950), «Шпионская охота» (1950, где её партнёром был Дафф), «Сирокко» (1951) и «Человек, который смотрел, как проезжают поезда» (1952).

## История создания фильма
Согласно информации «Нью-Йорк таймс», фильм частично снимался на границе США и Мексики. Как отмечено в газете, «пейзаж Южной Калифорнии и Мексики в картине достаточно аутентичен». В рецензии Noir of the Week отмечается, что в фильме фигурируют некоторые достопримечательности Лос-Анджелеса, среди них историческая Olvera Street, которая стала местом зарождения Лос-Анджелеса.
Фильм содержит следующее письменное предисловие: «Мы с благодарностью отмечаем щедрое сотрудничество и помощь Службы иммиграции и натурализации в создании этой картины». Фильм открывается заявлением о Службе иммиграции и натурализации, которое делают Генеральный прокурор США Том Кларк и Комиссар Службы иммиграции и натурализации Уотсон Б. Миллер.

## Оценка фильма критикой

### Общая оценка фильма
После входа фильма на экраны кинообозреватель «Нью-Йорк таймс» Босли Краузер дал ему невысокую оценку. Как пишет критик, даже «внушительный пролог с участием Генерального прокурора Тома Кларка и некоторых руководителей Департамента иммиграции, которые говорят добрые слова об этой службе», не может скрыть тот факт, что «это всего лишь триллер низкого уровня о копах и контрабандистах, который заканчивается средней „погоней“». В целом картина оставляет ощущение «механистического, часто повторяемого шоу».
Как отмечено в рецензии Noir of the Week, «хотя проблема незаконного проникновения в США сохраняет свою остроту и сегодня, она далеко не нова, и в 1949 году вышло два фильма на эту тему». Вторым был более классный «Инцидент на границе», который вышел четыре месяца спустя и затрагивал тему нелегального пересечения границы мексиканскими сельскохозяйственными рабочими. Этот же фильм «ставит вопрос шире, рассматривая нелегальное проникновение в штаты лиц не только из Мексики, но прежде всего из разорённой войной Европы». В целом же, по мнению критика, это «простой и понятный криминальный фильм категории В, который однако содержит парочку интересных моментов. Хотя ему не хватает оригинальности и стиля, однако он с лихвой компенсирует это впечатляющим составом актёров как в главных, так и во второстепенных ролях».
Современный киновед Хэл Эриксон отмечает, что «фильм поставлен в полудокументальном ключе, продолжая господствующую в то время традицию таких популярных фильмов, как „Дом на 92-й улице“ и „Звонить Нортсайд 777“». При этом, по словам критика, «фильм не пропускает ни единого клише, включая сцену, когда авиаконтрабандисты избавляются от своего человеческого груза, используя рычаг, с помощью которого из самолёта выпадает весь нижний пассажирский отсек».
Историк кино Спенсер Селби написал, что фильм рассказывает об «агенте под прикрытием, который борется с контрабандой на мексиканской границе», Леонард Молтин назвал картину «суровым рассказом о федеральном агенте, которому поручено разоблачить банду контрабандистов», а Майкл Кини отметил, что хотя это и «фильм категории В, однако хорошая игра Даффа и Стюарта поднимают выше среднего уровня».

### Оценка актёрской игры
По мнению Краузера, Говард Дафф справляется с ролью героя картины, играя «в своём грубовато-решительном стиле», «Марта Торен привлекательна в роли героини», а Гэр Мур, Том Талли и Пол Стюарт хороши в ролях бандитов.
Среди трёх положительных героев рецензент Noir of the Week выделяет «несгибаемого Даффа, а также Торен, которая искусна в роли дамы, которая играет на обе стороны». Однако по словам критика, «именно исполнители ролей второго плана, что бывает очень часто, доставляют наибольшее удовольствие при просмотре. Это и Том Талли в роли Ника Грубера, который управляет казалось бы законной авиакомпанией в Лос-Анджелесе, а также его пилоты, которых играют Пол Стюарт, Клифтон Янг, Кен Тоби и Давид Опатошу. Мозгом же всего преступного бизнеса является Датч Лемпо в исполнении Ричарда Робера. Среди его подручных угрожающе хороши смуглый Энтони Карузо, а также Тито Вуоло и Джей Новелло».